# سد مورایاماشیمو
سد مورایاماشیمو (به انگلیسی: Murayamashimo Dam) یک سد خاکی است که در استان توکیو در ژاپن واقع شده‌است. از این سد برای جمع‌آوری و تأمین آب آشامیدنی توکیو استفاده می‌شود. حوضه آبریز سد ۲ کیلومتر مربع می‌باشد و در صورت پر شدن، حدود ۱۱۱ هکتار زمین را در بر می‌گیرد و می‌تواند ۱۲٫۱۴ میلیون متر مکعب آب را در خود ذخیره کند. ساخت این سد در سال ۲۰۰۳ آغاز و در سال ۲۰۰۸ به پایان رسید.
این مخزن آب به دو بخش تقسیم می‌شود، مورایامای بالایی که در ضلع غربی قرار دارد و مورایامای پایینی که در سمت شرقی قرار دارد و دو مخزن با لوله‌ها به هم متصل می‌شوند.
این سد آب رودخانه تاما را از دو آبگیر ذخیره می‌کند و به کارخانه تصفیه آب هیگاشی مورایاما و ساکای می‌رساند.